# Rádlo

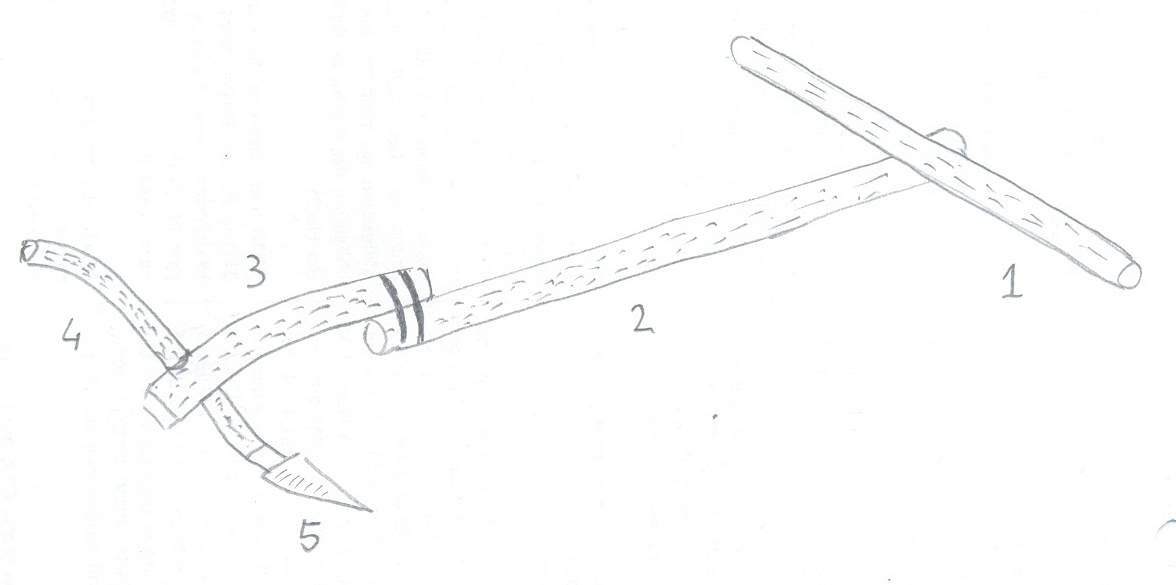

Rádlo je druh oradla, zemědělské nářadí s trojhrannou radlicí (nebo pouhým rýlem), určené k orání. První dřevěné rádlo v Evropě je doloženo z časné doby bronzové ze Švýcarska, ale nálezy připomínající rádla pocházejí již z období pozdního evropského neolitu. Rádlo se vyvinulo v pluh, jehož používání se rozšířilo ve vrcholném středověku.
Na rozdíl od pluhu, který je asymetrický a odhrnuje hlínu na jednu stranu, je rádlo nástroj symetrický, který půdu pouze rozrývá a odhrnuje na obě strany. Může být vybaveno krojidlem, kolečky či dvěma odhrnovačkami. Mnohá dobová oradla se však těmto definicím a tomuto rozlišení vymykají. U archeologických nálezů též bývá obtížné rozlišit úmyslnou asymetrii od deformací způsobených používáním.
Protože původní dřevěné části se málokdy dochovaly a pokud ano, nikoliv v dobrém stavu, archeologie vychází z dobových vyobrazení i z dochovaných železných částí. Cena železa bývala velmi vysoká, železné části se dědily z generace na generaci. Překování mečů v rádla je již v biblickém Izajášově proroctví (Iz 2,4) symbolem přechodu od válečného života k mírovému.

## Konstrukce a funkce rádla
Rozlišují se zejména dva základní typy rádla:
- rylcové rádlo, tzv. hák či vratidlo (rádlo bez horizontálního plazu). Je určeno pro velmi mělkou orbu. Jeho pracovní částí je rýl (sloupek), na kterém může být nasazena radlice, která se zemí svírá ostrý úhel, nebo je rýl bez radlice, pouze dřevěný či okovaný. Těžiště je výše od země. Hák vyžaduje menší tažnou sílu než plazové rádlo, ale rýhy bývají nerovné a řízení je náročnější na schopnosti oráče.[4][6]
- plazové rádlo (rádlo s horizontálním plazem). Je vybaveno symetrickou radlicí nasazenou vodorovně nebo šikmo, náklonem nástroje se určuje, zda se orá do roviny nebo se půda odhrnuje a částečně obrací více k jedné straně. Může být opatřeno krojidlem či dvěma odhrnovačkami na stranách. Orba může být hlubší, oráč může stoupat nohou na plaz a tím orbu více zahloubit.[4][7]

## Vývoj rádla v pravěku a starověku
Na obdělávání políček ve starém neolitu pomocí motyk, rycích tyčí a jiných ručních nástrojů navázalo zavedení rádla. Podle S. Avisturových interpretací skalních reseb v Palestině mohlo být rádlo zavedeno již v období tamního starého neolitu v návaznosti na domestikaci hovězího dobytka.
Ve střední Evropě jsou nejstaršími doloženými nástroji vyrývajícími brázdu ještě ruční tzv. brázdiče, nalezené ve Švýcarsku a datované do 4. či 5. tisíciletí př. n. l.. Tyto ruční nástroje ze dřeva či z parohu, jejichž analogie se používají i v dnešní době, připomínaly spodní část rádla s plazem, ale dle etnografických dokladů je "oráči" tlačili před sebou a tím vyrývali brázdu. Experimentem ale bylo zjištěno, že brázdič byl funkční i při tažení provazem, a toto použití podporuje archeologický nález brázdiče se stopy po lanech. Jiným nástrojem vyrývajícím brázdu mohl být lopatě podobný nástroj nalezený v jižním Šlesviku, datovaný do 5. tisíciletí př. n. l. Při experimentu A. Steenberga se do dvou otvorů v lopatkovité části protáhl provaz, za který jeden obsluhující nástroj táhl, zatímco jeho spolupracovník tlačil lopatu do země a vyrýval tak brázdu. Podobné ruční nářadí bylo nalezeno také v Číně.
První nástroj, který může být skutečným oradlem, je v Evropě doložen opět ze Švýcarska, ale chybí mu kleče. Opravdu nepochybným je potom nález oradla z Lavagnone v Itálii spadající do časné doby bronzové a je vyroben ze samorostu. Má již plaz i hřídel a zasazenou kleč. V kontextu nálezu bylo i jho a další kleč. Použití rádla dále dokládají skalní kresby ze 3.-2. tisíciletí př. n. l. z Krymu.
Nejstarší doložená pravěká rádla byla opatřena tzv. křivou hřídelí, která dopředu šikmo vzhůru vycházela z plazu rádla a za kterou bylo rádlo taženo. Plaz s hrotem a hřídelí byl vyroben ze samorostu a do něj byly zasazeny kleče. Hrot plazu mohl být opatřen radlicí, ale i zpevněn jiným způsobem, například opalováním. Ze samorostu mohl být i plaz s klečemi, hřídel potom byla rovná a zasazena do samorostu. Další skupinou byla rýlcová rádla bez plazu (viz výše), doložená např. z etruského prostředí.
Rádla jsou doložena i v nejstarších starověkých kulturách: z Uruku z vrstvy IV (konec 4. tisíciletí př. n. l.), na babylonských a protoelamských pečetích (3000 let př. n. l.), na staroegyptských reliéfech. V mezopotámii ale rádlo muselo být používáno již dříve, než v době, ze které máme doklady, dle A. Salonena již od doby kolem roku 4000 př. n. l.. V tamním prostředí bylo rádlo luxusní záležitostí. Dřevo na jeho výrobu bylo drahé a vlastnictví tažného dobytka bylo také výjimečné. Přetrvávalo tedy ruční obdělávání malých políček motykou. V literatuře se uvádí, že mezopotamská rádla ze 3. tisíciletí př. n. l. se používala k zahrnování setby - byla vybavena trychtýřem pro setí a upraveným plazem pro zahrnutí. K podpoře tohoto názoru slouží etnografické analogie z oblasti, autentické piktografické doklady jsou ale příliš schematické. V Egyptě jsou rádla doložena hieroglyfickou značkou od období 2. dynastie, od 5. dynastie, tedy kolem roku 2750 př. n. l. potom na reliéfech a později i modely v pohřebních výbavách. Hliněné modely rádla pocházejí také z Mohenjo-dara (2300 př. n. l.) a Banwali (2. tisíciletí př. n. l.).
Hrot plazu, který vyrýval brázdu v zemi, byl od nejstarších dob zpevňován. Jednoduchými způsoby zpevnění jsou například opalování, nebo máčení v krvi. Rádla se opatřovala kamennými radlicemi v neolitu v Číně (4000-3000 př. n. l.) a jejich použití pokračovalo v tamní době bronzové, kamenné radlice z doby bronzové byly nalezeny i v Sýrii a jinde. Z Indie 3. až 2. tisíciletí př. n. l. pochází radlice měděná.
Doklady používání rádla jsou zaznamenány v podobě brázd zachovaných pod jinými objekty, jak jsou mohyly či sídlištní objekty. Brázdy jsou hlubší, než by bylo možné vytvořit ručními oradly a často se jedná o typ křížové orby. Tyto doklady datované do 3. až 2. tisíciletí př. n. l. byly nalezeny na území Dánska, Anglie, Irska, severního Německa, Polska a možná i na území Čech. Ze stejné doby pocházejí doklady o zápřahu hovězího dobytka k tažení vozu nebo rádla v podobě změn na kostech domácího dobytka a ztvárnění v plastikách. Tažení rádla dobytkem je zachyceno na skalních kresbách z 3. až 2. tisíciletí př. n. l..